# 愛與交響曲
愛與交響曲是由香港著名流行音樂歌手張學友與華人著名音樂家葉詠詩博士所指揮的香港管弦樂團合作，於1996年3月24日至25日在香港紅磡體育館二場表演的現場錄音專輯，全部歌曲由葉詠詩重新改變成古典音樂模式，唱片監製是歐丁玉，錄音和出版由寶麗金唱片公司（奧地利）方面全程製作，杜比實驗室負責現場採音，版本分爲CD唱片（第二場）和DVD Video（第四場）。

## 影響力
愛與交響曲當年的演出對於香港的音樂界有積極推動的影響，亦起到了古典音樂在香港年輕一代中的普及推動作用。張學友與葉詠詩所指揮的香港管弦樂團配合默契，更有許多音樂內行人士認爲張學友清晰自然的聲綫就像其中的一種動聽的樂器。而主辦單位原本準備讓張學友用中高音演唱，但在排練時張學友同葉詠詩决定使用普通的流行唱法演唱，并决定所有曲目全部選自流行音樂，開創了一個管弦樂同流行音樂相結合的先河，并大獲成功。該張唱片在1996年獲得國際唱片業協會（IFPI）香港全年銷量最高唱片大獎。雖然張學友已經連續數年獲此殊榮，但是《愛與交響曲》作爲一張現場錄音唱片得以超過他在同年推出的《忘記你我做不到》等頗具實力的錄音室唱片，實屬不易。
在此次演出成功后，寶麗金唱片公司（環球唱片）的一些其他歌手亦同香港管弦樂團合作推出流行音樂與古典音樂相互結合的演出，包括陳慧嫻（兩場），李克勤（四場），譚詠麟（六場），葉蒨文（四場），林憶蓮（兩場）。

## 選曲
張學友在此次演奏會表演前剛剛與羅美薇於倫敦註冊結婚，而從一些歌曲中亦可以看出他向新婚妻子以及公眾所展示的自己新的氣相。
歌曲《妳的名字我的姓氏》是其好友音樂家李偲菘和林夕為他的新婚祝福而作，甚至當時都沒有來得為歌曲命名。這首歌在演唱后即成為經典的粵語流行音樂。
《過敏世界》這首歌則描述名人生活在一個沒有任何個人隱私、失去應用的人身自由的一個傳媒鋪天蓋的社會當中，亦正是他選擇遠赴倫敦遠離香港傳媒的一個解答。
這張大碟的錄製和選曲後來被多位樂評家認為是華語唱片的經典之作，其中歌曲的排位尤為重要，看似即是一個訴說張學友本人的思想以及對愛情的看法。其中歌曲《歲月流情》和《生命的插曲》的歌曲用意即是體現出在不同的角度用不同的視野來說明一些感情問題。
張學友和葉詠詩在此次現場表演的Medley中選擇的三首歌分別是《莫等待》、《相識非偶然》和《大丈夫》正是表達出張學友的三個不同階段的人生成長過程：年少時的努力；與妻子相愛時的片段以及婚後自己定會成為一個好丈夫、好父親作為家庭支柱的形象。

### 曲目
|    | 日期       | 專輯                                      | 選取歌曲數目 |
| -- | ---------- | ----------------------------------------- | ------------ |
| 1  | 1991.01    | 《情不禁》                                | 1            |
| 2  | 1992.05.13 | 《真情流露》                              | 1            |
| 3  | 1992.12    | 《愛火花》                                | 1            |
| 4  | 1993.12    | 《祝福》                                  | 1            |
| 5  | 1995.9.26  | 《擁友》                                  | 1            |
| 6  | 1995.06    | 《過敏世界》                              | 3            |
| 9  | 1996       | 單曲：《妳的名字 我的姓氏》（未发行专辑） | 1            |
| 10 | 1975.08.21 | 《天才與白癡》（原唱：許冠傑）            | 1            |
| 11 | 1982.11.01 | 《精裝譚詠麟》（原唱：譚詠麟）            | 1            |
| 12 | 1977.07.01 | 單曲（原唱：關正傑）                      | 1            |

1. 刹那愛
2. 任性
3. 歲月流情
4. 生命的插曲
5. 過敏世界
6. 妳的名字 我的姓氏（首唱，演唱時並未命名）
  - 李偲菘/曲，林夕/詞。1996年，當時張學友與羅美薇結婚時，好友李偲菘以及填詞人林夕便為他們創造此曲，以祝福二人。
7. 莫等待/相識非偶然/大丈夫
8. 我哭了
9. 擁有
10. 祝福

## 獎項
- 1996年度十大勁歌金曲頒獎典禮
  - 最受歡迎男歌星
  - 十大金曲獎──《你的名字 我的姓氏》

- 1996年度十大中文金曲頒獎典禮
  - 全年最高銷量冠軍歌手大獎
  - 全年銷量冠軍大碟獎──愛與交響曲
  - 十大中文金曲獎──《你的名字 我的姓氏》
  - 十大優秀流行歌手大獎

- 1996年度叱咤樂壇流行榜頒獎典禮
  - HMV超級熱賣大碟：《愛與交響曲》
  - 叱咤樂壇我最喜愛的歌曲大獎──《你的名字 我的姓氏》
  - 叱咤樂壇我最喜愛的男歌手
  - 叱咤樂壇男歌手銅獎

- 1996年度新城勁爆頒獎禮
  - 新城勁爆歌曲大獎──《你的名字 我的姓氏》
  - 全年銷售大獎——愛與交響曲

- 其他
  - 金曲龍虎榜最佳銷售特別獎──《愛與交響曲》